# Chris Hazzard
Chris Hazzard, est un homme politique irlandais, né le 20 août 1984 à Drumaness dans le comté de Down en Irlande du Nord. 
Il est membre de l'Assemblée législative d'Irlande du Nord de 2012 à 2017, puis il est élu député à la Chambre des communes du Royaume-Uni en 2017 et réélu en 2019.

## Biographie
Hazzard est l'aîné d'une famille de quatre enfants. Il étudie à Our Lady and St Patrick's College de Knock à Belfast.
En avril 2012, il est sélectionné par son parti pour remplacer Willie Clarke à l'Assemblée d'Irlande du Nord ; Hazzard est alors le plus jeune membre de l'Assemblée. Il est aussi ministre des Infrastructures d'Irlande du Nord de 2016 à 2017.
Aux élections générales britanniques anticipées de 2017, Hazzard est élu député à la Chambre des communes du Royaume-Uni dans la circonscription de South Down,. Il est toutefois considéré comme un député abstentionniste. En 2017, Hazzard avertit l'opinion publique d'une possible « désobéissance civile » qui se manifesterait si des contrôles étaient rétablis à la frontière entre l'Irlande et le Royaume-Uni après le retrait du Royaume-Uni de l'Union européenne. Cette déclaration est vivement critiquée par plusieurs députés unionistes.
Suivant la tradition du Sinn Féin, en protestation contre l'existence de l'Irlande du Nord en tant que nation constitutive du Royaume-Uni, il ne prend pas son siège à la Chambre des communes.
Hazzard est membre de l'Association athlétique gaélique.